# Saceda-Trasierra
Saceda-Trasierra település Spanyolországban, Cuenca tartományban. Saceda-Trasierra Almonacid de Zorita, Puebla de Don Francisco, Vellisca, Barajas de Melo és Illana községekkel határos. Lakosainak száma 41 fő (2024).

## Népesség
A település népessége az utóbbi években az alábbiak szerint változott:
| Lakosok száma | 96   | 106  | 88   | 86   | 74   | 52   | 45   | 41   | 42   | 41   |
|               | 2001 | 2004 | 2006 | 2009 | 2011 | 2014 | 2016 | 2019 | 2021 | 2024 |